# Miljoenennota 2011
De miljoenennota 2011 is een algemene toelichting van de Nederlandse regering op de verwachte inkomsten en de uitgaven in de Nederlandse Rijksbegroting voor het jaar 2011, zoals deze bekend is gemaakt op Prinsjesdag 2010.  

## Inhoud
In de miljoenennota 2011 worden de belangrijkste plannen van het kabinet voor het jaar 2011 besproken. Hierbij wordt ingegaan op de kosten en de invloed van deze plannen op de burgers en de bedrijven. Ook wordt de algemene toestand van de Nederlandse economie besproken. Een belangrijk onderwerp zijn ook de overheidsfinanciën. Er wordt aangegeven hoe groot het tekort is en hoe dit zal worden gefinancierd.

## Geraamde uitgaven (in miljarden euro)
| Geraamde uitgaven                                      | Bedrag |
| ------------------------------------------------------ | ------ |
| Zorg                                                   | 68,6   |
| Sociale Zekerheid en Arbeidsmarkt                      | 62,0   |
| Onderwijs, Cultuur en Wetenschap                       | 33,6   |
| Gemeente- en Provinciefonds                            | 20,7   |
| Buitenlandse Zaken / Internationale Samenwerking       | 12,1   |
| Verkeer en Waterstaat en FES                           | 11,6   |
| Rentelasten                                            | 11,3   |
| Defensie                                               | 7,6    |
| Jeugd en Gezin                                         | 6,6    |
| Binnenlandse Zaken en Koninkrijksrelaties              | 5,9    |
| Justitie                                               | 4,8    |
| Wonen, Wijken en Integratie                            | 2,7    |
| Landbouw, Natuur en Voedselkwaliteit                   | 2,3    |
| Economische Zaken                                      | 2,1    |
| Financiën                                              | 1,4    |
| Volkshuisvesting, Ruimtelijke Ordening en Milieubeheer | 0,8    |
| Overig                                                 | 0,5    |
| Totaal                                                 | 254,7  |

## Raming van de belasting- en premieontvangsten (in miljarden euro)
| Geraamde belasting- en premieontvangst                       | Bedrag |
| ------------------------------------------------------------ | ------ |
| Belastingen op EMU-basis                                     | 134,9  |
| Totaal belastingen en premies volksverzekeringen (EMU-basis) | 175,0  |
| Premies volksverzekeringen op EMU-basis                      | 40,1   |
| Premies werknemersverzekeringen                              | 50,0   |
| Totaal belasting- en premieontvangsten op EMU-basis          | 225,0  |

## Geraamd tekort (in miljarden euro)
Het begrotingstekort wordt geraamd op 24,3 miljard euro oftewel 4,0% van het bbp.
| Geraamd tekort                     | Bedrag |
| ---------------------------------- | ------ |
| Totaal uitgaven Rijksoverheid      | 244,7  |
| Totaal inkomsten Rijksoverheid     | 225,0  |
| Verschil (EMU-saldo Rijksoverheid) | 19,7   |
| EMU-saldo lokale overheid          | 4,6    |
| Tekort (op EMU-basis)              | 24,3   |

## Trivia
- De inhoud van de miljoenennota 2011 werd voortijdig openbaar.[1]